# Clarks (Louisiana)
Clarks ist eine Gemeinde (mit dem Status „Village“) im Caldwell Parish im US-amerikanischen Bundesstaat Louisiana. Das U.S. Census Bureau hat bei der Volkszählung 2020 eine Einwohnerzahl von 1.052 ermittelt.

## Geografie
Clarks liegt im mittleren Norden Louisianas, unweit des Westufers des Ouachita River. Die geografischen Koordinaten von Clarks sind 32°01′36″ nördlicher Breite und 92°08′20″ westlicher Länge. Das Gemeindegebiet erstreckt sich über eine Fläche von 2,6 km².
Benachbarte Orte von Clarks sind Grayson (4,2 km nordöstlich), Banks Springs (8,3 km in der gleichen Richtung) und Kelly (8,2 km südwestlich).
Die nächstgelegenen größeren Städte sind Mississippis Hauptstadt Jackson (232 km östlich), Louisianas Hauptstadt Baton Rouge (272 km südsüdöstlich), Louisianas größte Stadt New Orleans (397 km in der gleichen Richtung), Lafayette (234 km südlich), Shreveport (203 km westnordwestlich) und Arkansas’ Hauptstadt Little Rock (344 km nördlich).

## Verkehr
Entlang des südöstlichen Ortsrandes verläuft der vierspurig ausgebaute U.S. Highway 165. In der Ortsmitte treffen die Louisiana Highways 844 und 845 zusammen. Alle weiteren Straßen sind untergeordnete Landstraßen, teils unbefestigte Fahrwege sowie innerörtliche Verbindungsstraßen.
Parallel zum US 165 verläuft für den Frachtverkehr eine Eisenbahnstrecke der Union Pacific Railroad durch die Ortsmitte von Clarks.
Mit dem Caldwell Parish Airport befindet sich 15,1 km nordöstlich ein kleiner Flugplatz. Die nächsten Großflughäfen sind der Louis Armstrong New Orleans International Airport (396 km südsüdöstlich) und der Jackson-Evers International Airport (247 km östlich).

## Bevölkerung
Nach der Volkszählung im Jahr 2010 lebten in Clarks 1017 Menschen in 222 Haushalten. Die Bevölkerungsdichte betrug 391,2 Einwohner pro Quadratkilometer. In den 222 Haushalten lebten statistisch je 2,5 Personen.
Ethnisch betrachtet setzte sich die Bevölkerung zusammen aus 51,7 Prozent Weißen, 46,3 Prozent Afroamerikanern, 0,3 Prozent amerikanischen Ureinwohnern, 0,3 Prozent Asiaten sowie 0,8 Prozent aus anderen ethnischen Gruppen; 0,6 Prozent stammten von zwei oder mehr Ethnien ab. Unabhängig von der ethnischen Zugehörigkeit waren 1,9 Prozent der Bevölkerung spanischer oder lateinamerikanischer Abstammung.
14,4 Prozent der Bevölkerung waren unter 18 Jahre alt, 76,9 Prozent waren zwischen 18 und 64 und 8,7 Prozent waren 65 Jahre oder älter. 27,8 Prozent der Bevölkerung war weiblich.
Das mittlere jährliche Einkommen eines Haushalts lag bei 16.827 USD. Das Pro-Kopf-Einkommen betrug 15.095 USD. 43,3 Prozent der Einwohner lebten unterhalb der Armutsgrenze.